# Церква Блаженств
Церква Блаженств — ім'я невеликої римо-католицької церкви на горі Блаженств, неподалік від Табхи та Капернаума, над Тиверіадським озером в Ізраїлі. Церква належить ордену францисканців. Побудована за проєктом Антоніо Барлуцці у 1936—1938 роках.

## Розташування
Церква розташована на невеликому пагорбі — Горі Блаженств, над Галілейським морем, де за християнською традицією Ісус Христос виголосив Нагірну проповідь. Це місце згадується вже з IV століття. Паломниця Егерія у своїй розповіді про подорож у Святу Землю згадує це місце після опису Церкви примноження хлібів у Табсі, яка розташована неподалік знизу: «Поруч на горі знаходиться печера, до якої Спаситель піднявся і виголосив блаженства». Теперішня церква збудована дещо вище решток невеликої церкви з візантійських часів, датованої IV століттям, які відкриті археологом-францисканцем Белларміно Багатті у 1935 році. Власне цю церкву згори над невеличкою печерою очевидно і згадувала палолмниця Егерія. Зараз це місце опинилося по інший бік прокладеної дороги, воно оточене огорожею і закрите для паломників. Частина оригінальної підлоги, викладеної мозаїкою, експонується неподалік у Капернаумі. Папи Павло VI та Іван Павло II відслужили літургії у новій Церкві Блаженств під час їх візитів у Святу Землю.

## Будівля
Сучасна будівля церкви побудована за проєктом Антоніо Барлуцці у 1936—1938 роках. Церкву збудовано з місцевого каменю — чорного базальту у формі октагону — за числом блаженств, виголошених Ісусом Христом у Нагірній проповіді. Церква збудована у візантійському стилі з викладеною мармуром нижньою частиною стіни та золотою мозаїкою купола. У центрі під золотим куполом розташований вівтар — образ Ісуса Христа — центр церкви, ядро блаженств, написаних на кожній стіні. Від вівтаря на підлозі мармуром викладено витікаючі від Христа річки, наповнюючи благодаттю всіх, хто є у храмі. Будівля храму розташована вище на горі заради практичності — більше місця, легший доступ. Звідти відкривається краєвид на Капернаум, Табху, Галілейське море.

## Галерея

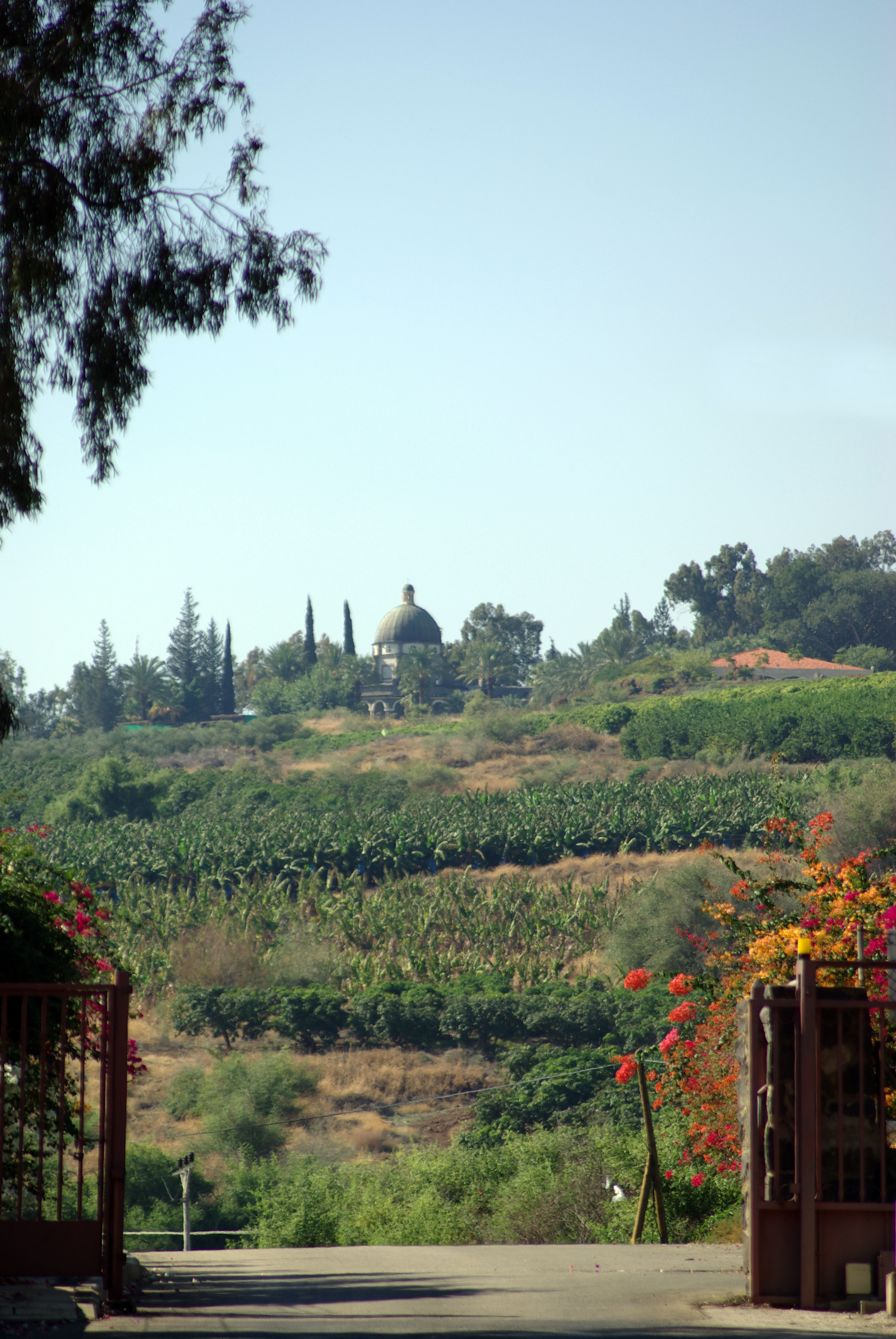
Вид на церкву з Капернауму
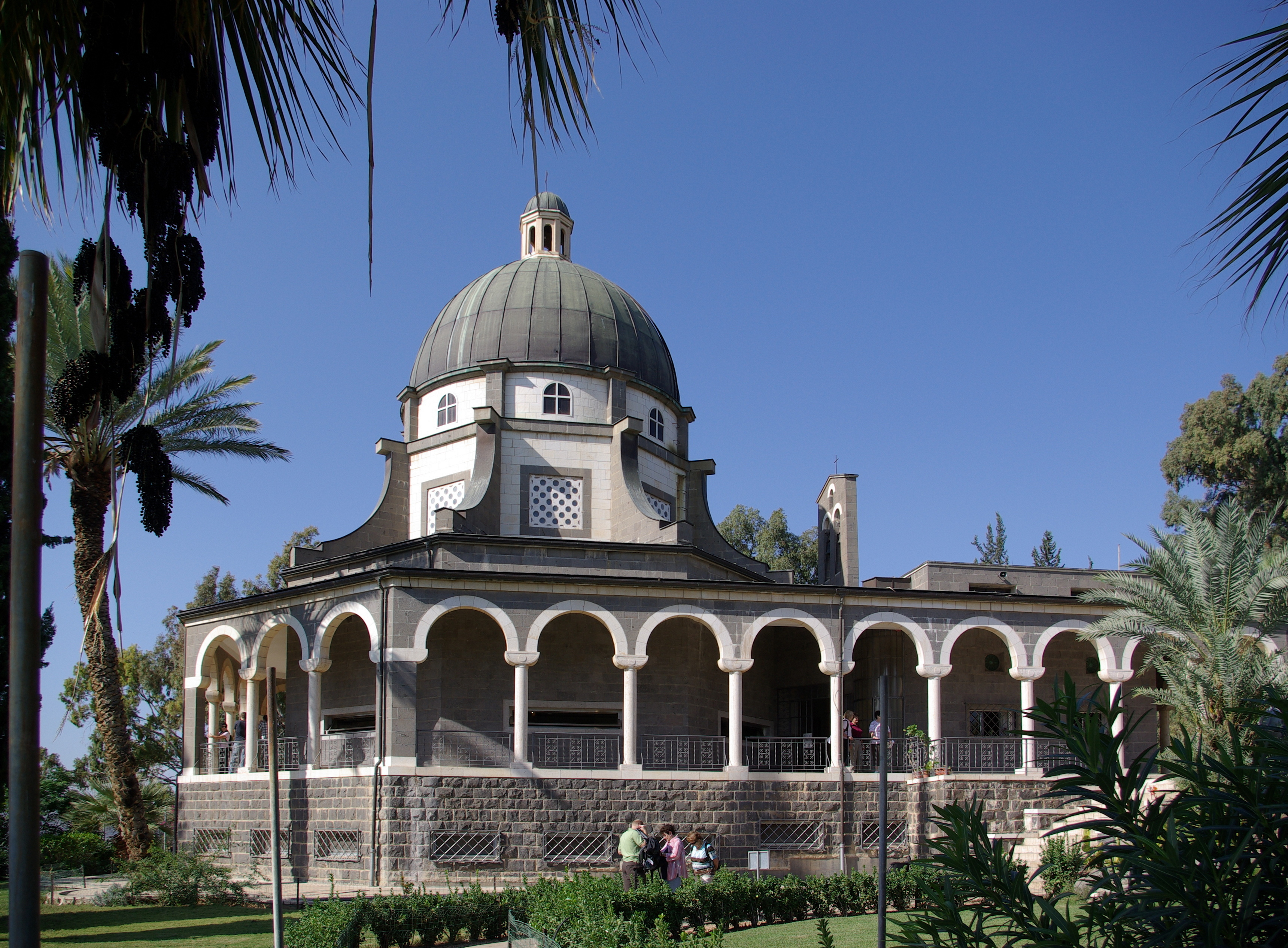
Вид з боку
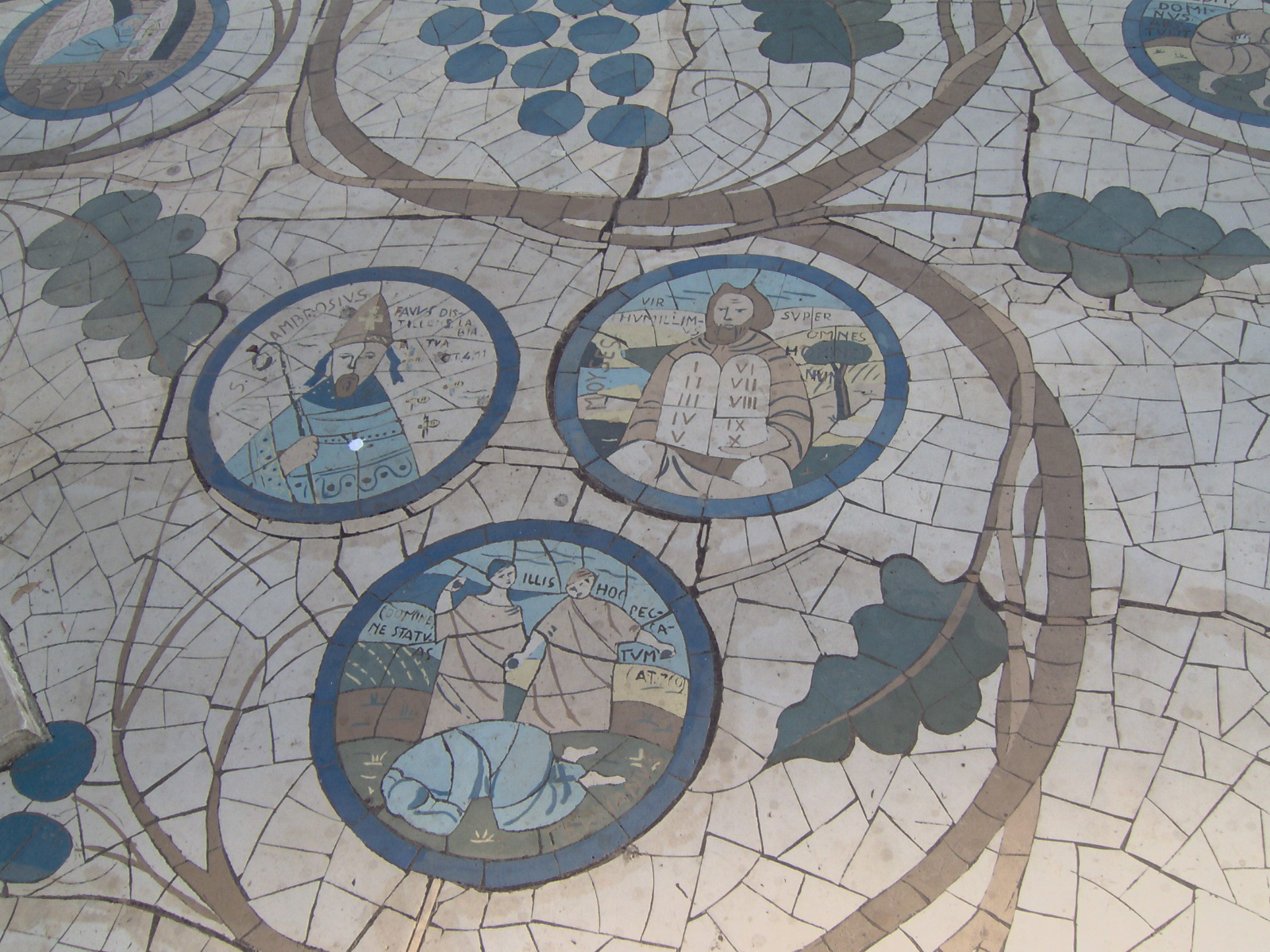
Мозаїка
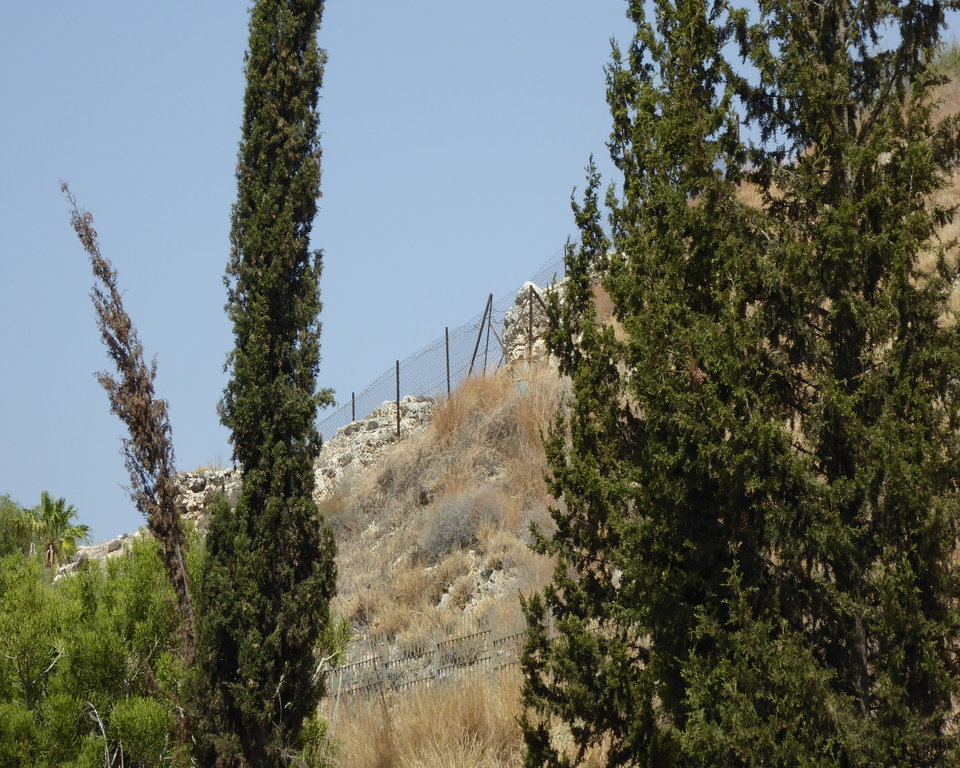
Рештки  церкви з  IV століття на схилі Гори Блаженств
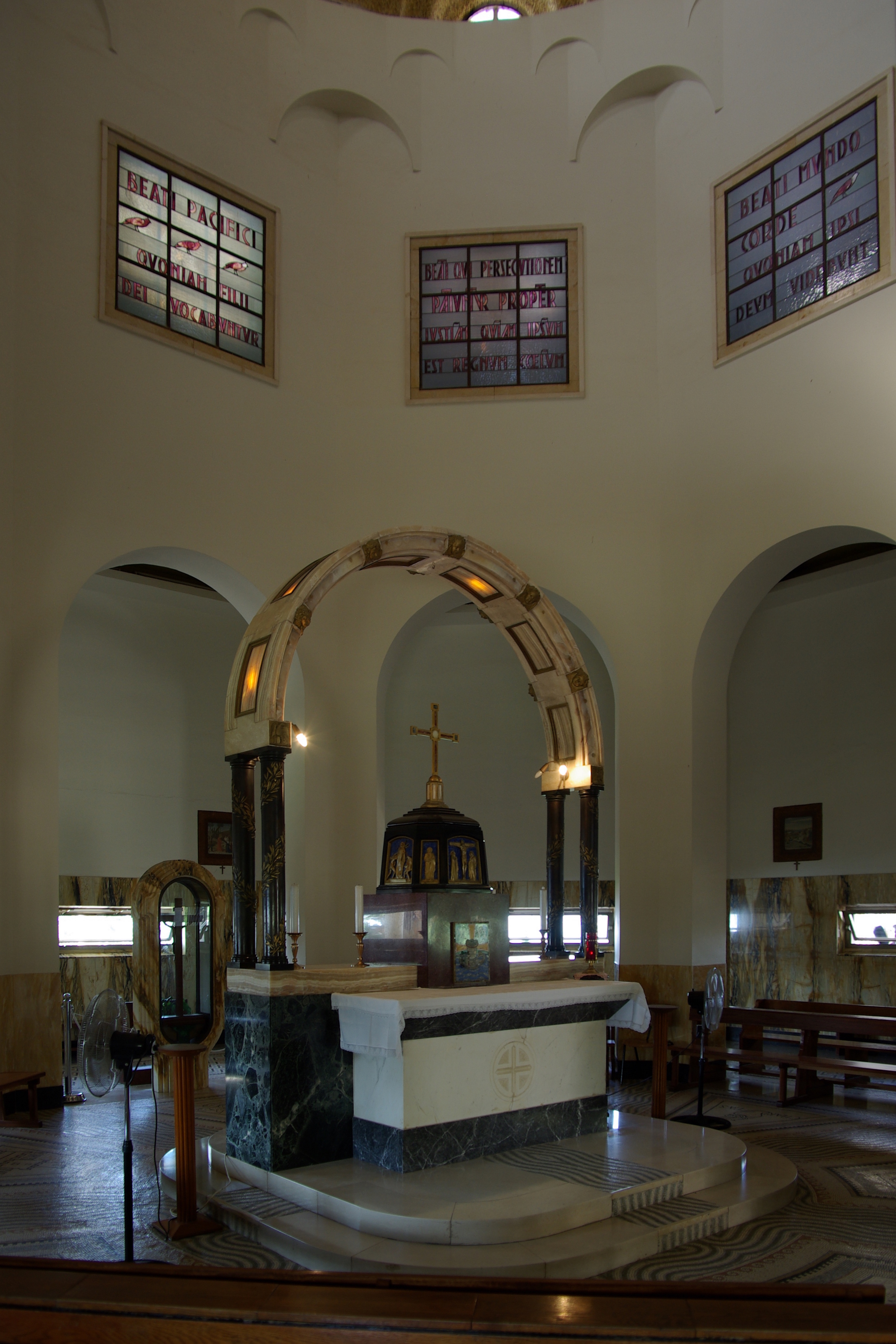
Інтер'єр церкви